# Michael Anthony Perez
Michael Anthony Perez (født i East Los Angeles, Californien) er en amerikansk skuespiller.
Perez er måske bedst kendt for sin rolle som gangster Luis i tv-serien Mayans M.C..

## Udvalgt filmografi
| År   | Titel                      | Rolle                    |
| ---- | -------------------------- | ------------------------ |
| 2016 | Happy Birthday             | Cock Fight Gambler       |
| 2017 | Escape Artist              | O N E Movement Vigilante |
| 2019 | Hold On                    | Security Guard           |
| 2020 | Exodus of the Prodigal Son | Officer Perez            |
| 2024 | Suicide by Cop             | Officer Perez            |

### Tv-serier
| År        | Titel         | Rolle                                 |
| --------- | ------------- | ------------------------------------- |
| 2015-2016 | East Los High | Correctional Officer / Audio Engineer |
| 2019      | The Rookie    | Vinnie                                |
| 2019-2023 | Mayans M.C.   | Luis                                  |